# Nevit Kodallı
Nevit Kodalli (født 12. januar 1925 i Mersin, Tyrkiet - død 1. september 2009) var en tyrkisk komponist, dirigent, pianist og lærer.
Kodalli studerede komposition hos Nadia Boulanger og Arthur Honegger i Paris (1948). Han har skrevet 2 symfonier, sinfonietta, orkesterværker, koncertmusik, balletmusik, operaer, scenemusik, kammermusik, korværker, oratorier etc. Han var lærer i komposition på Det Statslige Musikkonservatorium i Ankara fra (1955). kodalli var dirigent ved Statsoperaen i Ankara (1955-1991).

## Udvalgte værker
- Symfoni i C (1946) - for orkester
- Symfoni nr. 1 (1950) - for orkester
- "Van Gogh" (1956) - opera
- Cellokoncert (1983) - for cello og orkester